# Team TheedProjekt-Cycling

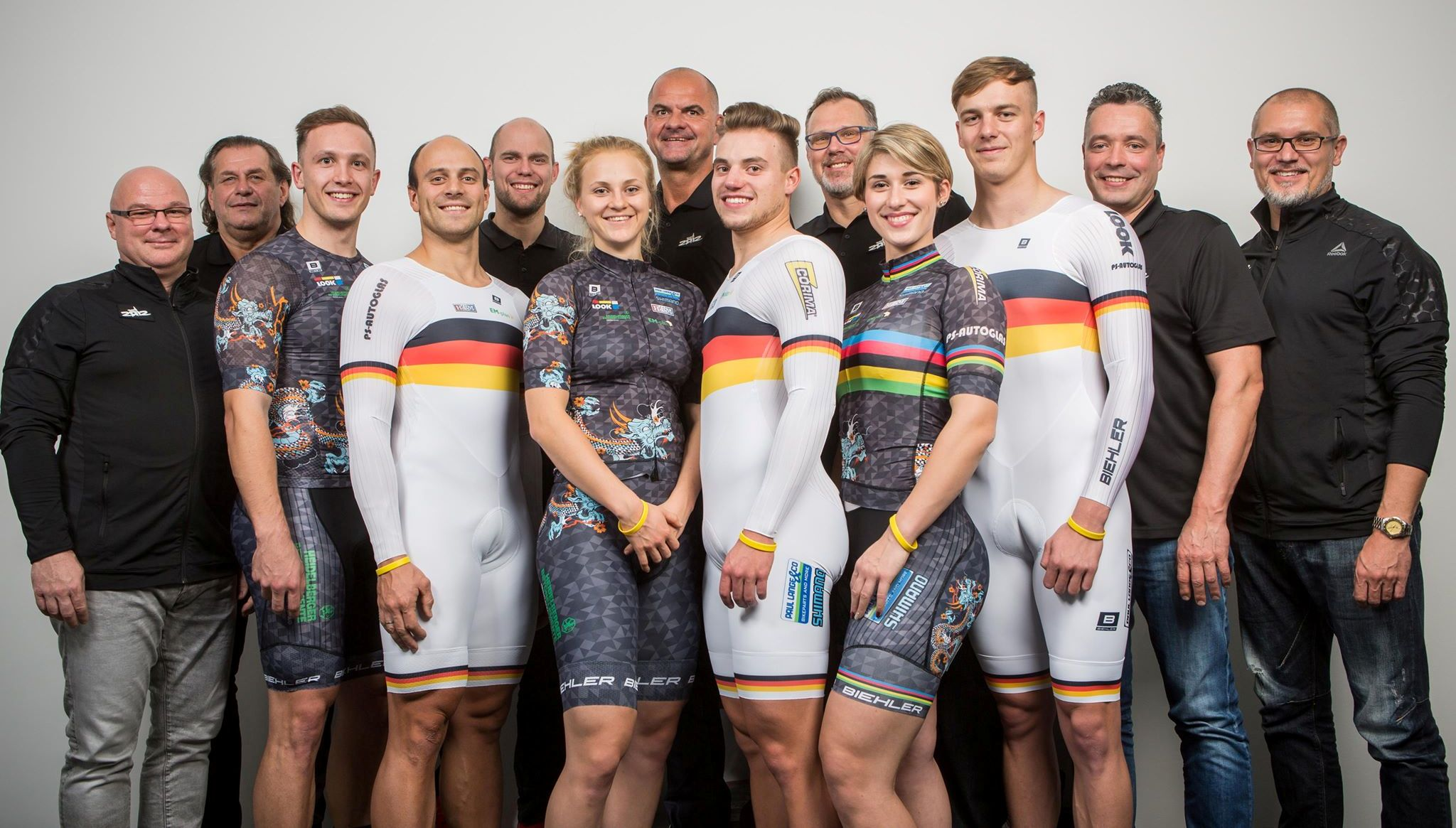
Das Team Erdgas.2012 im Jahre 2019

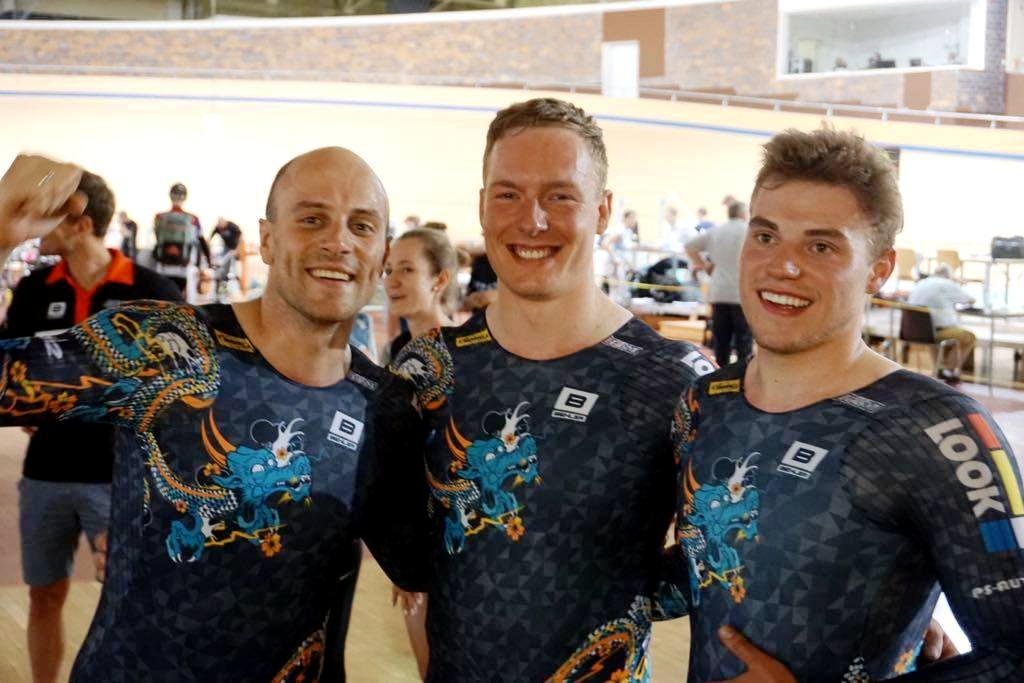
Maximilian Levy, Erik Balzer und Maximilian Dörnbach (v. l. n. r.) wurden 2017 deutsche Meister im Teamsprint

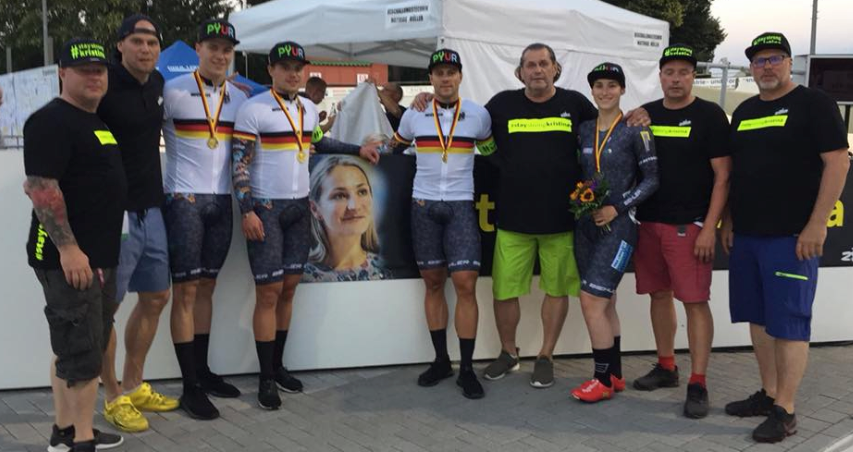
Das Team bei den deutschen Bahnmeisterschaften 2018 in Dudenhofen

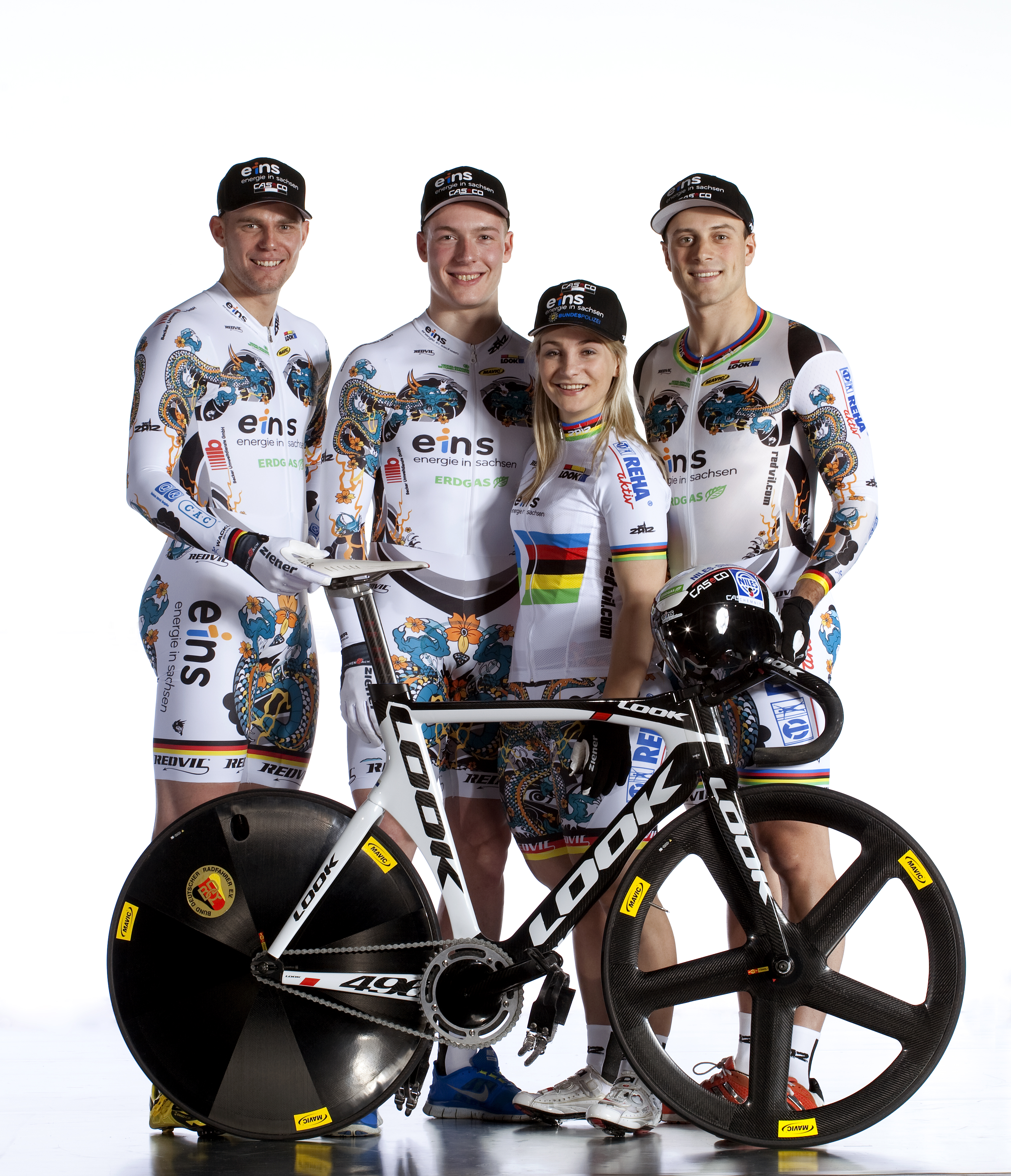
Das Team 2014: Sascha Hübner, Erik Balzer, Kristina Vogel und Maximilian Levy (v. l. n. r.)

Das Team TheedProjekt-Cycling ist eine Chemnitzer Bahnrad-Mannschaft (Renngemeinschaft) mit dem Status als UCI Track Team, die an den Verein Team 2012 e. V. angeschlossen ist und sich auf die Kurzzeitdisziplinen auf der Bahn konzentriert. Gegründet wurden Verein und Team im April 2009. Auffälliges Markenzeichen ist das Trikotdesign mit einem Drachenmotiv. Bis 2019 firmierte das Team unter dem Namen Team Erdgas.2012.
Das Team besteht aus Athleten unter der Führung der ehemaligen Bahn-Sprinter Jens Fiedler und Michael Hübner.
Seit 2012 konnten Sportlerinnen und Sportler des Teams insgesamt drei olympische Medaillen erringen: Maximilian Levy gewann bei den Spielen 2012 in London eine silberne im Keirin und eine bronzene im Teamsprint. Kristina Vogel wurde 2016 in Rio de Janeiro Olympiasiegerin im Sprint.

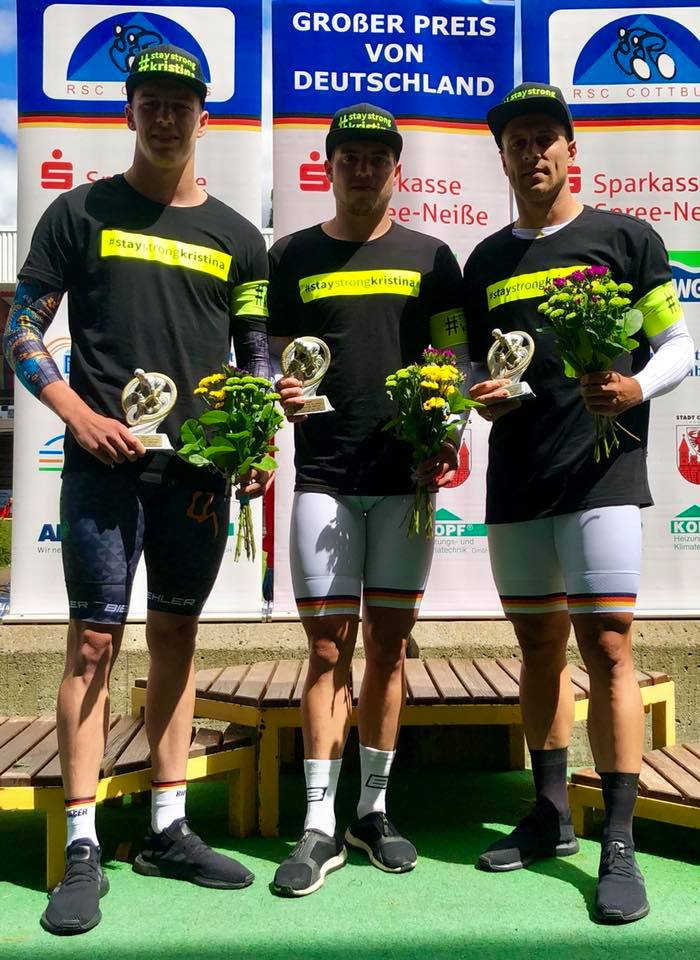
Vogels Mannschaftskameraden Nik Schröter (l.), Maximilian Dörnbach (M.) und Maximilian Levy zeigten auf ihren T-Shirts Solidarität mit der verunglückten Kristina Vogel (Juni 2018)

Im Juni 2018 verunglückte das Teammitglied Kristina Vogel beim Training im Cottbuser Radstadion schwer. Sie erlitt eine Querschnittlähmung und nutzt seitdem einen Rollstuhl. Das Team initiierte die Crowdfunding-Aktion „#staystrongkristina“, um die Sportlerin und ihre Familie finanziell unterstützen zu können. Bei der Aktion kamen rund 120.000 Euro zusammen.
Zum Ende des Jahres 2022 beendete das Team seine Tätigkeit als Bahnteam. In Zukunft will es Nachwuchsarbeit betreiben und sich für den Bahnradsport engagieren.

## Teammitglieder
- Joachim Eilers (* 2. April 1990, Köln), 2009–2012, ab 1. September 2020

Ehemalige Teammitglieder
- Erik Balzer (* 14. Juli 1991), ab Januar 2013, Karriereende 2017
- Carsten Bergemann (* 24. Januar 1979, Bautzen), Karriere beendet zum Ende des Jahres 2011
- Stefan Bötticher (* 1. Februar 1992, Leinefelde), 2011
- Maximilian Dörnbach (* 24. Dezember 1995), 2017–2020
- Robert Förstemann (* 5. März 1986 Gera), 2008–2010
- Lea Sophie Friedrich (7. Januar 2000), 2019 bis 2021
- Pauline Grabosch (* 14. Januar 1998), 2017–2022 Wechsel zum Track Team Brandenburg
- Sascha Hübner (* 29. Februar 1988, Chemnitz), Karriere 2016 beendet
- Marc Jurczyk (* 21. Januar 1996), Dezember 2019–2020
- Maximilian Levy (* 26. Juni 1987, Berlin), Karriereende 2021
- Christin Muche (* 19. Oktober 1983, Forst), Karriere beendet im Juli 2010
- Monika Kendziora (* 25. September 1994, Leipzig), 2011 Wechsel zum SC DHfK Leipzig
- Max Niederlag (* 5. Mai 1993, Heidenau), 2011–2012
- Nik Schröter (* 12. Juni 1998, Finsterwalde), 2018–2020
- Kristina Vogel (* 10. November 1990, Leninskoje), Januar 2013–2018
- Benjamin Wittmann (* 2. April 1987, Dudenhofen), Karriere beendet

## Erfolge (Auswahl)
(Stand 2018)
UCI-Bahn-Weltmeisterschaften 2018 in Apeldoorn
- Gold Sprint, Teamsprint – Vogel
- Gold Teamsprint – Grabosch
- Bronze Keirin – Levy

UEC-Bahn-Europameisterschaften 2017 in Berlin
- Gold Sprint, Keirin – Vogel
- Gold Keirin – Levy
- Silber Zeitfahren – Grabosch
- Silber Teamsprint – Vogel
- Silber Teamsprint – Levy

UCI-Bahn-Weltmeisterschaften 2017 in Hongkong
- Gold Sprint, Keirin – Vogel
- Bronze Teamsprint – Vogel

Olympische Spiele 2016 in Rio de Janeiro
- Gold Sprint – Vogel

UCI-Bahn-Weltmeisterschaften 2016 in London
- Gold Keirin – Vogel
- Bronze Sprint, Teamsprint – Vogel

UCI-Bahn-Weltmeisterschaften 2015 in Saint-Quentin-en-Yvelines
- Gold Sprint – Vogel

UEC-Bahn-Europameisterschaften 2015 in Grenchen
- Silber Teamsprint – Vogel
- Bronze Sprint – Vogel

UCI-Bahn-Weltmeisterschaften 2014 in Cali
- Gold Sprint, Keirin, Teamsprint – Vogel

UEC-Bahn-Europameisterschaften 2014 in Baie-Mahault/Guadeloupe
- Gold Keirin – Vogel
- Silber Teamsprint – Vogel
- Bronze Sprint – Vogel

UCI-Bahn-Weltmeisterschaften 2013 in Minsk
- Gold Teamsprint – Vogel
- Gold Teamsprint – Levy
- Silber Keirin – Levy

UEC-Bahn-Europameisterschaften 2013 in Apeldoorn
- Gold Sprint – Vogel
- Gold Keirin – Levy
- Silber Keirin – Vogel
- Silber Teamsprint – Vogel
- Bronze Teamsprint – Levy

UEC-Bahn-Europameisterschaften 2013 (Nachwuchs)
- Gold Teamsprint – Balzer
- Silber Sprint – Balzer
- Bronze Keirin – Balzer

Olympische Spiele 2012 in London
- Silber Keirin – Levy
- Bronze Teamsprint – Levy

UCI-Bahn-Weltmeisterschaften 2012 in Melbourne
- Silber Keirin – Levy

UEC-Bahn-Europameisterschaften 2012 in Panevėžys
- Silber Sprint – Niederlag
- Silber Keirin – Eilers
- Silber Teamsprint – Niederlag, Eilers

UEC-Bahn-Europameisterschaften 2011 im Omnisport Apeldoorn
- Silber Sprint – Levy

UEC-Bahn-Europameisterschaften 2011 (Nachwuchs)
- Gold Teamsprint – Bötticher, Eilers
- Gold Sprint – Bötticher
- Gold Keirin – Bötticher
- Silber Keirin – Eilers
- Silber Zeitfahren – Eilers

UCI-Bahn-Weltmeisterschaften 2010 in Kopenhagen
- Gold Teamsprint – Förstemann (mit Nimke und Levy)

UEC-Bahn-Europameisterschaften 2010 in der BGŻ Arena in Pruszków
- Gold im Teamsprint – Förstemann (mit Stefan Nimke und Maximilian Levy)

Europameisterschaften 2010 in Sankt Petersburg (Junioren und U23)
- Gold Keirin (U23) – Eilers
- Gold Teamsprint (U23) – Eilers
- Silber Sprint (U23) – Eilers

## Vereinsmitglieder
- Michael Gertig – 1. Vorsitzender
- Sascha Hübner – 2. Vorsitzender
- Jens Fiedler – Kassenwart, Teammanager
- Michael Hübner – Sportlicher Leiter (Projektmanager)
- Erik Balzer, Thoralf Reiher, Knut Schmid, Renate Franz, Klaus Pedd (†)